# من سبز می‌شوم
من سبز می‌شوم یک داستان فارسی در حوزهٔ کودک و نوجوان نوشتهٔ ناصر یوسفی است که در سال ۱۳۹۵ منتشر شد. این رمان داستانِ دختربچه‌ای به نام «چمن» را روایت می‌کند که دغدغهٔ نابودی درختان و پرنده‌ها را دارد.

## جوایز
این کتاب در سال ۱۳۹۳ به‌دلیل «استفاده از قالب رمان برای کودکان و نیز تلفیق تخیل و واقعیت به‌گونه‌ای باورپذیر و توجه به مسئله‌ای که نیازمند توجه و تحول است»، لوح زرین و دیپلم افتخار جشنواره کتاب کودک و نوجوان را دریافت کرد.
این کتاب همچنین از برگزیدگان فهرست لاک‌پشت پرنده و از نامزدهای نهایی جایزهٔ سپیدار بود. هم‌چنین کتاب مناسب هشتمین دوره‌ی جشن‌واره‌ی کتاب برتر (سال۱۳۹۴) در بخش داستان کودک معرفی شد.